# ماساهيكو وادا
ماساهيكو وادا (باليابانية: 和田 政彦) (29 أكتوبر 1975 في أوساكا في اليابان – )؛ هو لاعب كرة قدم سابق كان يلعب كمهاجم.